# グラント郡 (インディアナ州)
グラント郡（英: Grant County）は、アメリカ合衆国インディアナ州の中央部に位置する郡である。2010年国勢調査での人口は70,061人であり、2000年の73,403人から4.6％減少した。郡庁所在地はマリオン市（人口29,948人）であり、同郡で人口最大の都市でもある。鮮新世のものとされる重要な古生物学的発見が郡内のパイプ・クリーク・シンクホールであった。

## 歴史
グラント郡は1831年に設立された。郡名はケンタッキー州出身のサミュエル・グラントとモーゼス・グラント両大尉に因んで名付けられた。

## 地理
アメリカ合衆国国勢調査局に拠れば、郡域全面積は414.90平方マイル (1,074.6 km2)であり、このうち陸地414.07平方マイル (1,072.4 km2)、水域は0.82平方マイル (2.1 km2)で水域率は0.20％である。

### 主要高規格道路
| - 州間高速道路69号線 - アメリカ国道35号線 - インディアナ州道5号線 - インディアナ州道9号線 - インディアナ州道13号線 - インディアナ州道15号線 | - インディアナ州道18号線 - インディアナ州道19号線 - インディアナ州道22号線 - インディアナ州道26号線 - インディアナ州道37号線 |

### 隣接する郡
- ハンティントン郡 - 北東
- ウェルズ郡 - 東北東
- ブラックフォード郡 - 東南東
- デラウェア郡 - 南東
- マディソン郡 - 南
- ティプトン郡 - 南西
- ハワード郡 - 西南西
- マイアミ郡 - 西北西
- ウォバッシュ郡 - 北西

グラント郡は9つの郡と接しており、国内でも希な存在である。州内では近くにあるアレン郡も9郡と接している。

## 気候と気象
近年、郡庁所在地であるマリオン市の平均気温は1月の16°F (-9 ℃) から7月の85°F (29 ℃) まで変化している。過去最低気温は1985年1月に記録された-23°F (-31 ℃) であり、過去最高気温は1936年7月に記録された108°F (42 ℃) である。月間降水量は2月の2.03インチ (52 mm) から7月の4.73インチ (120 mm) まで変化している。

## 郡政府
郡政府は憲法による政体であり、インディアナ州憲法とインディアナ州法典によって特別の権力を認められている。

### 郡政委員会
郡政委員会は郡政府の立法府であり、郡の歳出や歳入を管理している。委員は郡内の選挙区から選出され、任期は4年間である。給与、年間予算、特別支出を設定する責任がある。郡レベルで所得税や資産税、消費税、サービス税を課する限定付き権限があるが、所得税と資産税は州の承認を要する。

### 行政委員会
行政委員会は郡政府の行政府である。委員は郡全体を選挙区に選出され、任期は4年間で2年毎に半数が改選される。委員の一人、通常は最も経験のある者が議長になる。行政委員会は郡政委員会が決めた法を実行し、税金を集め、郡政府の日々の機能を管理する責任がある。

### 郡裁判所
郡は幾らかの民事訴訟を扱うことのできる小規模裁判所を維持している。判事は4年間任期で選出され、インディアナ州法廷弁護士協会の会員でなければならない。判事を補助するのがコンスタブルと呼ばれる法執行官であり、やはり4年間任期で選出される。特定の事件における判決に対しては、州レベルの巡回裁判所に控訴できる。

### 郡政府役人
上記以外に、保安官、検視官、監査官、財務官、登記官、測量士および巡回裁判所事務官が選挙で選ばれている。任期は4年間であり、郡政府の異なる部門を監督している。郡政府に選ばれる役人は支持政党を公にすることが求めら、また郡の住人でなければならない。
グラント郡はアメリカ合衆国下院議員インディアナ州第5選挙区に属している。インディアナ州議会上院では第17、第19および第20選挙区に属しており、下院では第31、第32および第82選挙区に属している。

## 人口動態
以下は2000年国勢調査による人口統計データである。
| 基礎データ - 人口: 73,403人 - 世帯数: 28,319 世帯 - 家族数: 19,568 家族 - 人口密度: 68人/km2（177人/mi2） - 住居数: 30,560軒 - 住居密度: 28軒/km2（74軒/mi2） 人種別人口構成 - 白人: 89.23% - アフリカン・アメリカン: 7.19% - ネイティブ・アメリカン: 0.44% - アジア人: 0.56% - 太平洋諸島系: 0.04% - その他の人種: 102% - 混血: 1.53% - ヒスパニック・ラテン系: 2.43% 先祖による構成 - アメリカ人：23.0％ - ドイツ系：21.0％ - イギリス系：11.7％ - アイルランド系：7.9％ | 年齢別人口構成 - 18歳未満: 23.6% - 18-24歳: 11.8% - 25-44歳: 25.8% - 45-64歳: 23.8% - 65歳以上: 15.0% - 年齢の中央値: 37歳 - 性比（女性100人あたり男性の人口） - 総人口: 92.2 - 18歳以上: 88.9 世帯と家族（対世帯数） - 18歳未満の子供がいる: 29.5% - 結婚・同居している夫婦: 53.7% - 未婚・離婚・死別女性が世帯主: 11.5% - 非家族世帯: 30.9% - 単身世帯: 26.7% - 65歳以上の老人1人暮らし: 11.5% - 平均構成人数 - 世帯: 2.43人 - 家族: 2.92人 収入と家計 - 収入の中央値 - 世帯: 36,162米ドル - 家族: 44,304米ドル - 性別 - 男性: 33,767米ドル - 女性: 23,801米ドル - 人口1人あたり収入: 18,003米ドル - 貧困線以下 - 対人口: 11.8% - 対家族数: 8.4% - 18歳未満: 16.1% - 65歳以上: 8.7% |

## 郡区
グラント郡は下記13の郡区に分割されている。
| - センター - フェアマウント - フランクリン - グリーン - ジェファーソン | - リバティ - ミル - モンロー - プレザント | - リッチランド - シムズ - ヴァンビューレン - ワシントン |

## 都市と町

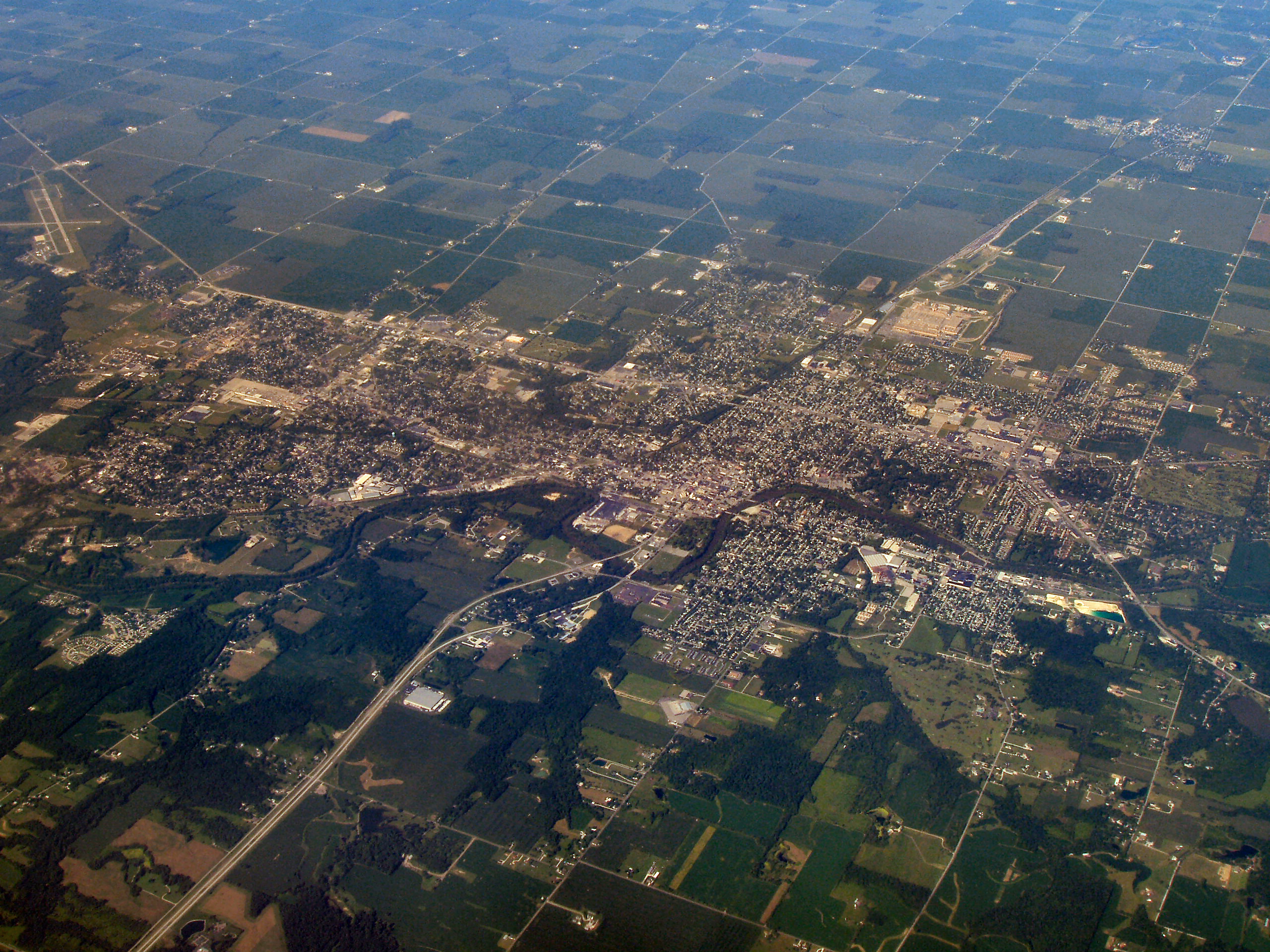
マリオンの空中写真

| - マリオン - 郡庁所在地 - フェアマウント - ファウラートン - ガスシティ - ジョーンズボロ | - マシューズ - スウェイジー - スウィーツァー - アップランド - ヴァンビューレン |

### 未編入の町
- ハックルマン
- ポイントイザベル